# Sporting de Gijón
Real Sporting de Gijón este un club de fotbal din Gijón, Asturias, care evoluează în Segunda División. Locul de desfășurare a meciurilor de acasă este stadionul El Molinón, cel mai vechi din Spania, utilizat pentru fotbal încă din anul 1908. Cele mai mari performanțe ale clubului au fost înregistrate în anii 1970 și 1980. În sezonul 1978-79, Gijón a încheiat pe locul secund în La Liga, iar în 1981 și 1982 a ajuns în finala Cupei Spaniei, fiind învinsă pe rând de FC Barcelona și Real Madrid.